# Кучеренко, Владимир Захарович
Владимир Захарович Кучеренко (6 августа 1941, Яшкино, Новосибирская область — 10 мая 2025) — советский и российский учёный, специалист в области управления в здравоохранении, член-корреспондент РАМН (2000), член-корреспондент РАН (2014).

## Биография
Родился 6 августа 1941 года в посёлке Яшкино Новосибирской области.
В 1964 году — окончил Новосибирский медицинский институт, после чего работал хирургом в отделенческой больнице г. Няндома Архангельской области Северной железной дороги.
В 1987 году — руководитель вновь открытой кафедры социальной гигиены, управления и экономики здравоохранения Центрального института усовершенствования врачей.
С 1979 по 1993 годы — работал в ЦОЛИУВ, где прошёл путь от старшего преподавателя до доцента кафедры социальной гигиены и организации здравоохранения, создал и возглавил вновь открытую кафедру социальной гигиены, управления и экономики здравоохранения, которая в составе факультета переведена в ММА имени И. М. Сеченова.
С 1994 года работал в ММА имени И. М. Сеченова: заведующий кафедрой общественного здоровья и здравоохранения с курсом экономики, декан впервые в стране созданного в ММА факультета управления здравоохранением (1996—2000), заместитель директора по научной работе НИИ общественного здоровья и управления здравоохранением ММА имени И. М. Сеченова (с 2000 года).
В 2000 году — избран членом-корреспондентом РАМН.
В 2014 году — стал членом-корреспондентом РАН (в рамках присоединения РАМН и РАСХН к РАН).
Умер 10 мая 2025 года в возрасте 83 лет.

## Научная деятельность
Под его руководством и непосредственным участием разработана программа двухгодичной подготовки специалистов по управлению здравоохранению.
Под его редакцией и в соавторстве изданы учебные пособия «Экономика и инновационные процессы в здравоохранении», «Основы медицинского страхования», учебник «Экономика здравоохранения» и «Практикум по экономике здравоохранения и медицинскому страхованию», двухтомное руководство «Введение в медицинское страхование», монографии «Организация и анализ деятельности лечебно-профилактических учреждений», «Основы стандартизации в здравоохранении», учебные пособия «Реформирование здравоохранения за рубежом», «Зарубежное здравоохранение. Международное сотрудничество».
Член Правительственной комиссии по охране здоровья граждан РФ.
Являлся научным руководителем 42 докторских и 69 кандидатских диссертаций.

### Критика
Участвовал в защите трех диссертаций, в которых найдено большое количество заимствований (одна кандидатская диссертация — как научный руководитель, две докторские диссертации — как оппонент).

## Награды
- Орден Трудового Красного Знамени (1971)[6]
- Заслуженный деятель науки Российской Федерации (1998)[7]
- Нагрудный знак «Отличник здравоохранения»[3]